# Robert Abela

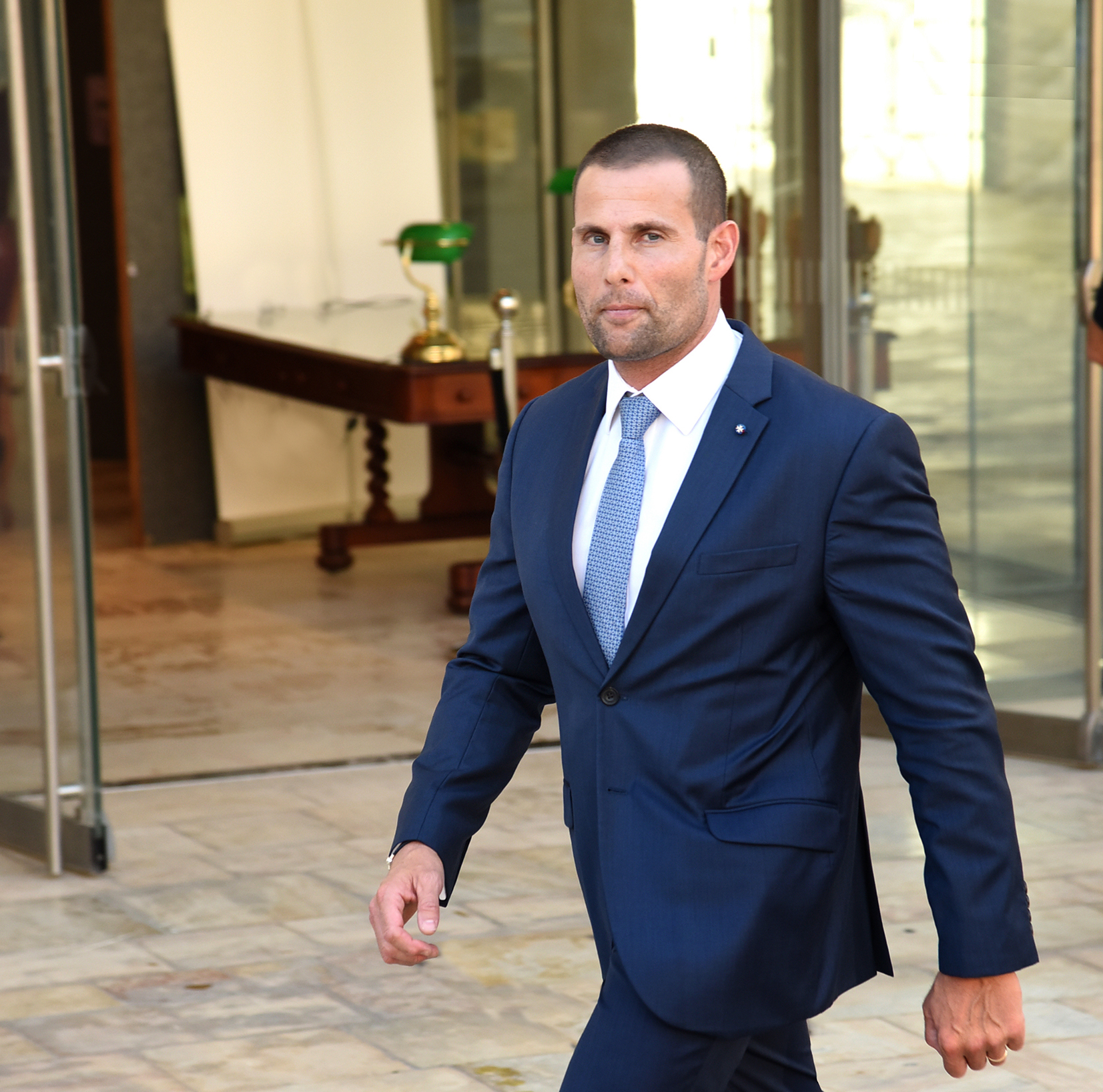
Robert Abela (2023)

Robert Abela (* 7. Dezember 1977 in Sliema) ist ein maltesischer Jurist und Politiker. Am 11. Januar 2020 wurde er von seiner Partei, der regierenden sozialdemokratischen Partit Laburista, zum neuen Parteivorsitzenden gewählt. Nach maltesischer Gepflogenheit werden Vorsitzende der Regierungspartei Premierminister Maltas. Seine Vereidigung erfolgte am 13. Januar 2020.

## Leben
Robert Abela ist der Sohn des ehemaligen Präsidenten von Malta, George Abela. Er wuchs in Tarxien auf.
Nach der Grundschule der Nonnen von Santa Luċija und später der School of St. Francis in Cospicua trat er zunächst ins katholische St. Aloysius College in Birkirkara ein. An der Universität Malta studierte er dann Recht und promovierte 2002. 2003 wurde er als Rechtsanwalt zugelassen. Er betreibt gemeinsam mit seinem Vater eine Anwaltskanzlei.
Abela ist seit 1996 Mitglied der Partit Laburista. Im Juni 2017 wurde Abela ins Repräsentantenhaus gewählt. Dort war er Mitglied des Rechnungsprüfungsausschusses und Vorsitzender des Ausschusses für öffentliche Ämter.
Am 11. Januar 2020 wurde Abela zum neuen Vorsitzenden der Partit Laburista gewählt.
Seit dem 13. Januar 2020 führt er als Premierminister das Kabinett Abela I und das Kabinett Abela II.
Im April 2020 wurde bekannt, dass gegen ihn wegen des Verdachts auf Totschlag im Zusammenhang mit der Ankunft eines Flüchtlingsbootes ermittelt wird. Das Verfahren wurde jedoch nach kurzer Zeit eingestellt.
Abela engagierte sich für die teilweise Legalisierung von Cannabis als Rauschmittel. Diese wurde am 14. Dezember 2021 vom maltesischen Parlament beschlossen.
Bei den Parlamentswahlen vom 26. März 2022 gewann die Partei Partit Laburista die größte Mehrheit in der maltesischen Geschichte. Seine zweite Amtszeit trat Abela am 28. März 2022 an.

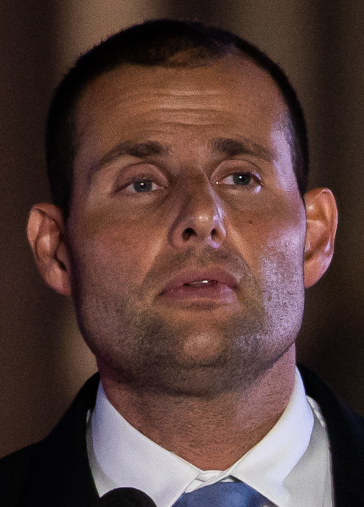
Robert Abela, 2022

## Privates
Robert Abelas Schwester Maria Abela Manconi ist Sopranistin. Seine Frau Lydia, mit der er seit 2008 verheiratet ist, ist Juristin und Exekutivsekretärin der Partit Laburista. Das Paar hat eine Tochter Giorgia-Mae.